# Chiari
Chiari (IPA: [ˈkjaːri] Ciare in dialetto locale) è un comune italiano di 19 642 abitanti della provincia di Brescia in Lombardia. Geograficamente è situato nella pianura tra Brescia e Milano. Per via della sua divisione in quattro quadre medioevali è denominato "la Città delle Quadre medioevali". Nel territorio si è svolta la sanguinosa battaglia di Chiari, avvenuta nel 1701. Lo stemma comunale insieme a quello di Brescia, Breno, Verolanuova e Salò costituisce lo stemma provinciale. È stato il primo comune in Italia ad essere nominato Capitale italiana del libro.

## Geografia fisica

### Territorio
Chiari si trova al centro della parte occidentale della Bassa Bresciana a pochi km dal fiume Oglio che segna il confine tra la Provincia di Brescia e la Provincia di Bergamo.
La sua superficie è di 38,02 km², la seconda maggiore della Bassa Bresciana occidentale dopo Orzinuovi. L'altitudine media è di 138 m sul livello del mare.
Fanno parte di Chiari quattro frazioni: Monticelli, Santellone, San Bernardo e San Giovanni.

#### Idrografia
Una delle caratteristiche di Chiari, è la presenza dei corsi d'acqua irrigui, le seriole. Lo sviluppo urbano e dell'economia clarense procede fin dal Medioevo con il continuo ampliamento della fitta rete di canali. I nomi delle rogge appartengono alla storia dell'idrografia della città di Chiari e, nel tragitto urbano delle seriole, i canali costituiscono un elemento strettamente legato alle radici della città. La Roggia Castrina conserva una nomea che è entrata nel dialetto locale, come segnale di appartenenza alla città, tipico del detto "bere l'acqua della Castrina".

### Clima
Situata nella pianura padana, Chiari ha un clima di tipo continentale con inverni freddi con molte giornate di gelo e pioggia. La nebbia è principalmente diffusa dove il terreno è altimetricamente più basso rispetto all'abitato. Le estati sono calde, afose, umide. Le temperature, in tale periodo, possono superare i 30 °C e l'umidità superare il 90%, causando quel fenomeno di caldo umido comunemente chiamato "afa". Le perturbazioni di stampo atlantico-mediterraneo o da quelle di origine artico-russa sono le principali cause delle precipitazioni atmosferiche. Chiari, come del resto gran parte della Pianura Padana, soffre di scarsa ventilazione. L'umidità è quindi sempre molto elevata per tutto l'anno. Nella tabella seguente si possono osservare le temperature massime mensili:
| Chiari             | Mesi | Mesi | Mesi | Mesi | Mesi | Mesi | Mesi | Mesi | Mesi | Mesi | Mesi | Mesi | Stagioni | Stagioni | Stagioni | Stagioni | Anno |
| Chiari             | Gen  | Feb  | Mar  | Apr  | Mag  | Giu  | Lug  | Ago  | Set  | Ott  | Nov  | Dic  | Inv      | Pri      | Est      | Aut      | Anno |
| ------------------ | ---- | ---- | ---- | ---- | ---- | ---- | ---- | ---- | ---- | ---- | ---- | ---- | -------- | -------- | -------- | -------- | ---- |
| T. max. media (°C) | 4,9  | 8,7  | 13,7 | 18,1 | 22,4 | 25,7 | 28,4 | 27,9 | 25,2 | 18,8 | 12,0 | 7,6  | 7,1      | 18,1     | 27,3     | 18,7     | 17,8 |
| T. min. media (°C) | −2,0 | −1,7 | 4,9  | 8,8  | 13,0 | 16,8 | 19,0 | 18,3 | 15,6 | 10,5 | 5,5  | 0,6  | −1,0     | 8,9      | 18,0     | 10,5     | 9,1  |

## Storia
Un primo insediamento fu fondato nel 1125 con il nome di Clarium, sotto forma di un castello (demolito nel XIX secolo). L'andamento delle mura circolari del borgo più antico è ancora perfettamente leggibile nel tessuto urbano attuale.
Nel 1237 il castello fu assediato da Federico II, nel 1259 fu conquistata da Ezzelino da Romano, nel 1272 fu distrutto dai guelfi, ma fu ricostruito dai ghibellini.
All'inizio del XV secolo Chiari si trovava sotto il potere dei Visconti di Milano.
Nel 1422 Filippo Maria Visconti gli concede privilegi amministrativi e riconosce l'autonomia politica. Ciononostante nel 1426 dopo un pesante bombardamento, la cittadina fu occupata dalle truppe della Serenissima e donata al Conte di Carmagnola, condottiero della Repubblica di Venezia. Da questo momento in poi Chiari fu sotto il dominio politico indiretto o diretto della Repubblica, condividendone le sorti fino alla sua fine nel 1797. I nuovi governanti dotarono Chiari nello stesso 1426 di Statuti autonomi, suddividendola amministrativamente in quattro Quadre (quartieri): Zeveto, Marengo, Cortezzano e Villatico.
Nel 1512 subisce il saccheggio degli svizzeri di Lautrecht, i Lanzichenecchi.
Nel 1630, come molte zone della Lombardia, Chiari è colpita da un'epidemia di peste che causerà moltissimi morti.

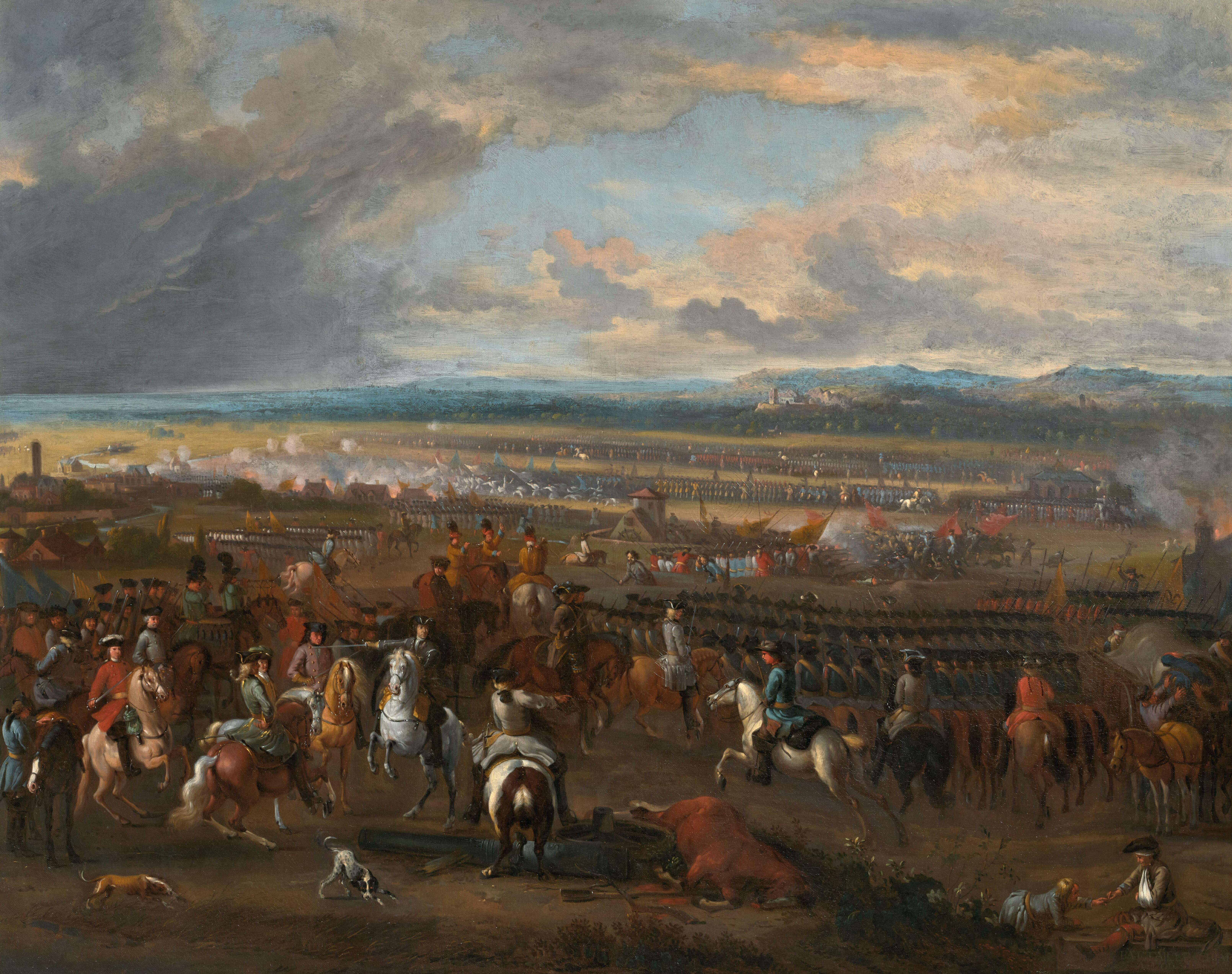
La Battaglia di Chiari del 1701 tra francesi e austriaci

Il 1º settembre del 1701 Chiari fu teatro di una sanguinosa battaglia, tra francesi ed austriaci, con oltre 5 000 morti, decisiva per la successione spagnola. In questo episodio, nonostante la Serenissima fosse neutrale e non consentisse ai belligeranti di accedere alle proprie fortezze, il principe Eugenio di Savoia forzò la popolazione a far accedere il proprio esercito nella fortificazione sfruttandone il vantaggio strategico contro i franco-ispanici. I due eserciti rimasero nell'area per altre settimane causando notevoli danni e disagi alla popolazione della zona.
Nel 1713 si apre l'ospedale "Mellino Mellini" fondato dall'omonimo nobile e nel 1762 con i suoi numerosi filatoi di seta, la città diventa uno dei più importanti centri industriali del bresciano. Nel 1758 iniziò la costruzione della torre civica.

A seguito del Congresso di Vienna, nel 1815 il territorio divenne parte del regno Lombardo-Veneto, controllato dagli Asburgo.

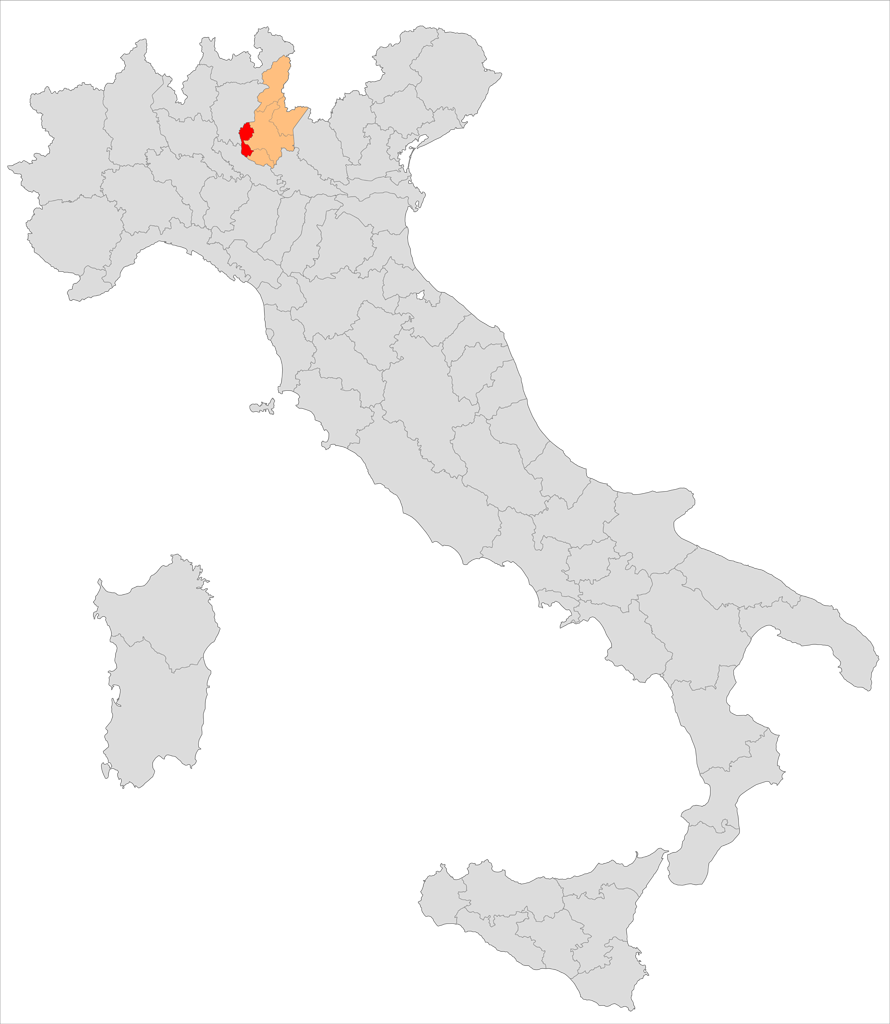
Chiari fu capoluogo del proprio circondario per oltre 100 anni (1815-1926)

Nel 1859 con l'annessione della Lombardia al Regno di Sardegna, che diventerà Regno d'Italia nel 1861, tramite il Decreto Rattazzi, con il quale si riorganizza la struttura amministrativa del Regno, Chiari divenne il capoluogo del Circondario di Chiari fino al 1926, anno in cui il circondario venne abolito.
Durante la Seconda guerra mondiale il territorio clarense è soggetto a vari bombardamenti aerei.

### Simboli
Stemma
Lo stemma di Chiari è diviso orizzontalmente in due campi. Quello superiore contiene la figura dell'aquila asburgica nera su sfondo oro (giallo), simbolo della fazione ghibellina. Nella parte inferiore ci sono tre stelle a sei punte su sfondo rosso,
tre chiari celesti, a ricordare visivamente il nome del paese, significato rafforzato dall'etimo in lingua locale ciàr, termine che definisce le stelle.
Lo scudo è accompagnato dalla scritta Clararum Civitas" cioè "Città di Chiari". Ancora oggi ci sono dubbi sull'origine dello stemma ma un'ipotesi è che sia ispirato all'antica famiglia medioevale dei Chizzola (di rosso, a tre focacce, dette in dialetto bresciano "chishöle", poste 2 e 1; col capo dell'impero).
Gonfalone
Il gonfalone di Chiari è un drappo partito di giallo e di rosso. Nel centro è collocato lo stemma cittadino, al di sopra di esso compare la scritta "Città di Chiari".
Il motto di una passata amministrazione di sinistra di Chiari era "Il destino non viene da lontano ma cresce dentro ciascuno di noi". Tale frase è incisa su una grande lastra posta su una delle facciate del palazzo comunale.

### Onorificenze
Chiari è stata dichiarata Città con decreto del 5 ottobre 1862 da Vittorio Emanuele II di Savoia.

## Monumenti e luoghi d'interesse

### Duomo di San Faustino e Giovita

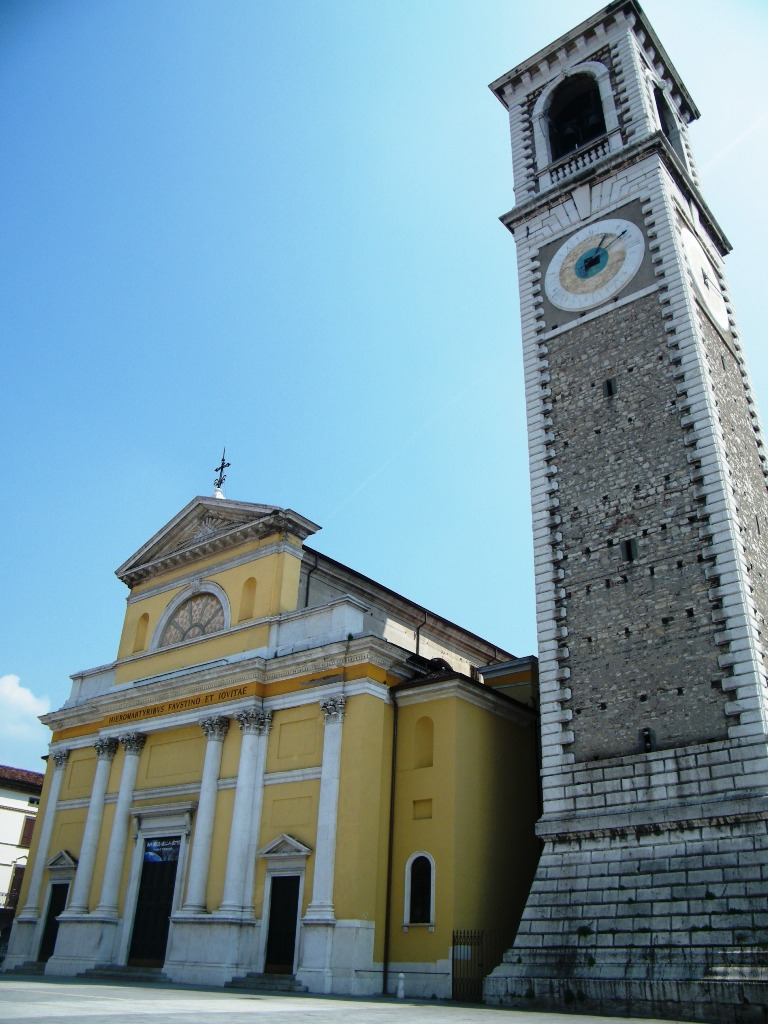
Il Duomo e la Torre Civica

Il cinquecentesco Duomo è dedicato a santi Faustino e Giovita e situato in piazza Zanardelli. All'interno le opere scultoree di A. Calegari e le pitture di Pietro Ricchi, chiamato il Lucchesino, una tela del 1700 e la Pietà dei celesti dell'artista Pompeo Batoni.

#### Cripta di Sant'Agape
Nel piano sotterraneo del Duomo, le reliquie di Sant'Agape, ricomposte in un simulacro di ceroplastica, martire estratta della catacomba romana di Ciriaca: le sue reliquie sono meta di pellegrinaggio. La leggenda narra che fu la Santa a chiedere di essere inviata a protezione della città.

### La Torre Civica

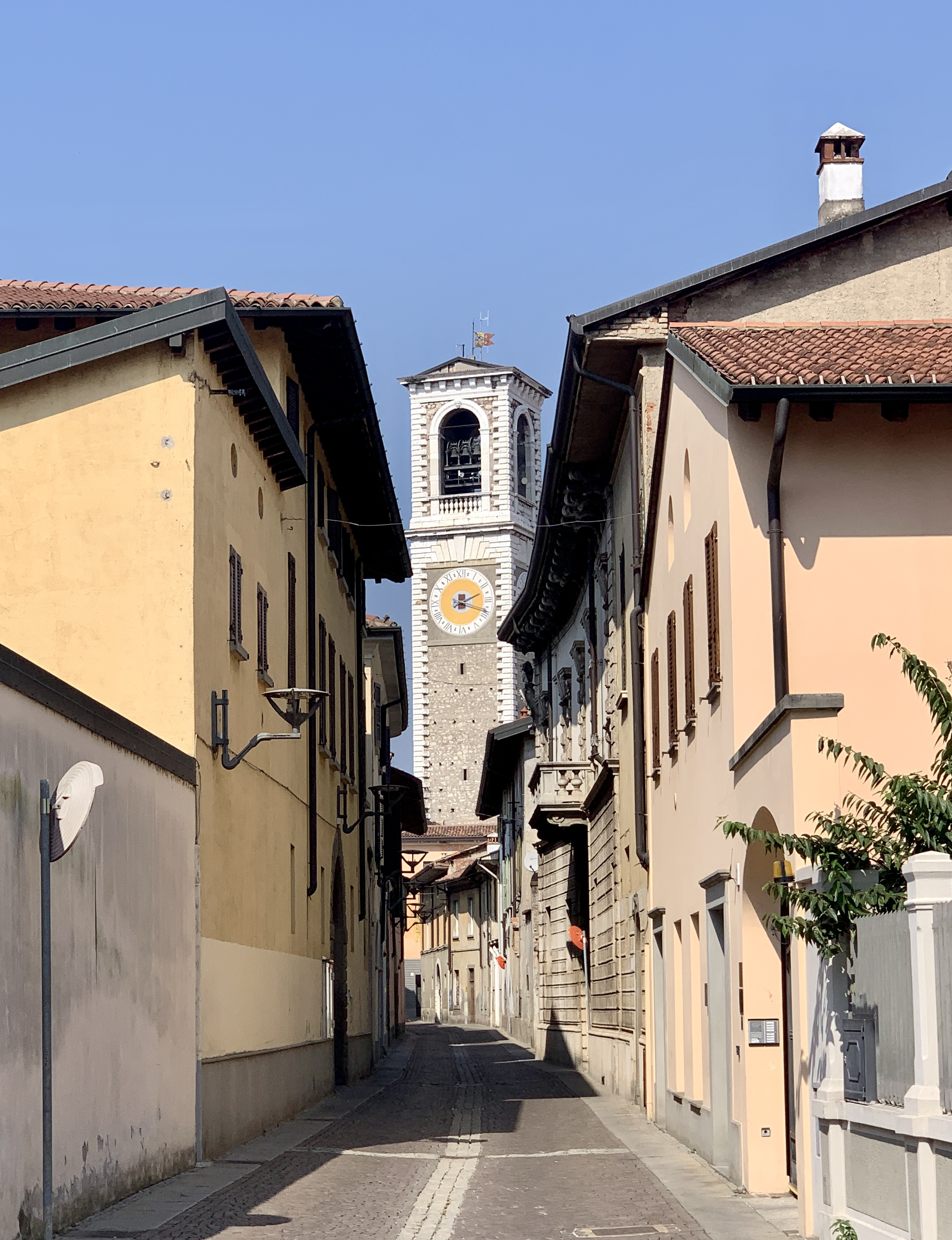
Torre civica vista da una via del centro storico

(Lirica Morcelliana "De Turri maxima Clarensium" sulla Torre Civica)
La torre, alta 55 m e costruita in pregiato marmo bianco, fu progettata da A. Marchetti ed eretta nel 1758 nella piazza principale di Chiari (Piazza Zanardelli), ben visibile da qualsiasi zona della città. Ciascuna delle quattro facciate presenta un orologio con lo sfondo centrale del colore della rispettiva quadra su cui si affaccia: la facciata che è rivolta su Zeveto è gialla, quella di Cortezzano è blu, quella di Marengo è verde e quella di Villatico è rossa.

### Chiesa di Santa Maria Maggiore

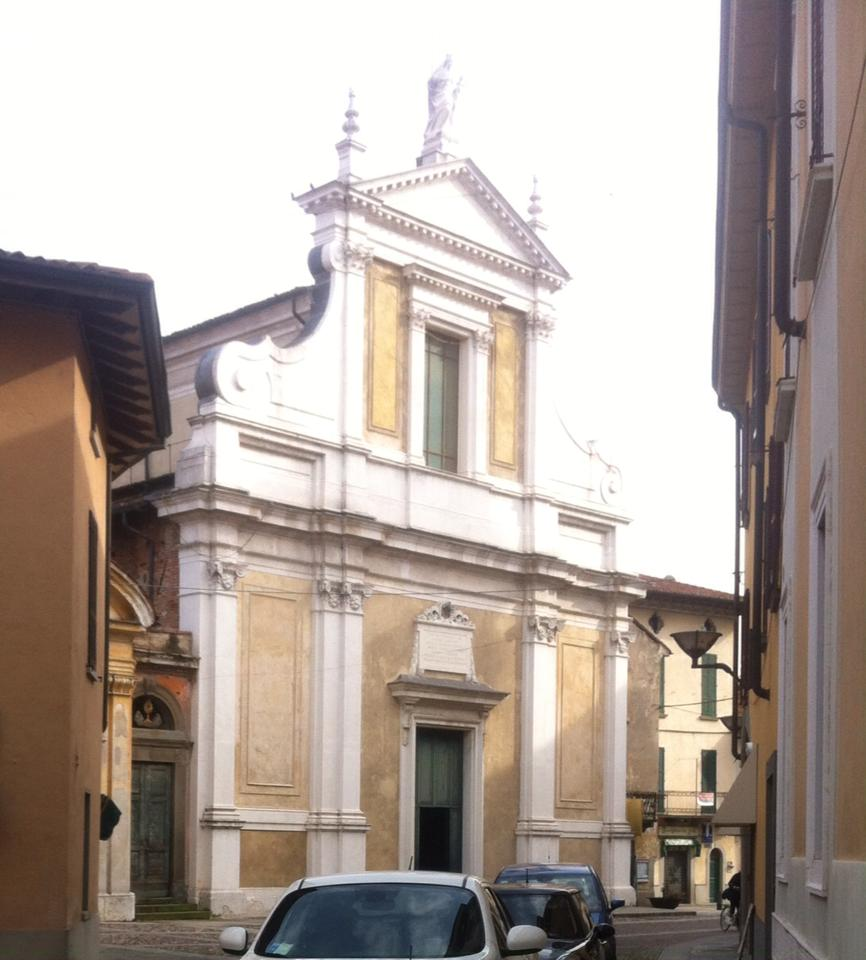
Chiesa di Santa Maria Maggiore

La chiesa venne costruita nel 1200 e successivamente ampliata nel 1400. Nel 1517 vi lavorò Stefano Lamberti e nel 1700 venne rifatta la facciata su progetto di Antonio Marchetti. All'interno della chiesa ci sono notevoli cantorie lignee intagliate e dorate del 1700 e il pulpito ornato di bronzi. Santa Maria Maggiore è la seconda chiesa per dimensioni della città di Chiari.

### Chiesa di San Rocco
La chiesa costruita nel 1400 è situata nel centro della città, ricca di statue e decori presenta una grande doppia facciata in pietra di Sarnico. Davanti a sé l'edificio presenta Piazza San Rocco di discrete dimensioni. La chiesa risulta essere una delle più antiche della città.

### Villa Mazzotti
Fu costruita tra il 1911 e il 1916 in stile neorinascimentale su progetto dell'architetto Antonio Vandone di Cortemilia, in collaborazione con l'architetto Alessandro Citterio allo scopo di essere utilizzata come residenza dal conte Lodovico Mazzotti e dai suoi famigliari.
Si tratta di un edificio a pianta quadrata che si articola attorno ad un peristilio centrale con scalone monumentale illuminato da una vetrata a tre campate in stile Liberty. La struttura si sviluppa su due livelli ed è ricoperta da un lucernario. Assieme alla villa sorgono le scuderie, il garage, il villino del custode con torretta e le serre.
Il parco della villa si estende su una superficie di 87000 m². Fu concepito come giardino all'italiana dall'architetto Vandone di Cortemilia, ma nel 1927 fu trasformato dallo studio di architettura parigino Adam & Co. che lo abbellì con un teatrino, una voliera, vari tempietti, vasi e statue neoclassiche e circa otto chilometri di siepi. Il versante sud-est del giardino è protetto da una recinzione costituita da una cancellata in ferro, ornata a motivi floreali e sorretta da pilastri bugnati in cemento.
Dal 1981, la villa e le strutture annesse sono di proprietà comunale. Dal 1999 sono vincolati come beni di rilievo storico-artistico. Nel 2006 si è proceduto al restauro della recinzione.

### Viale Mazzini

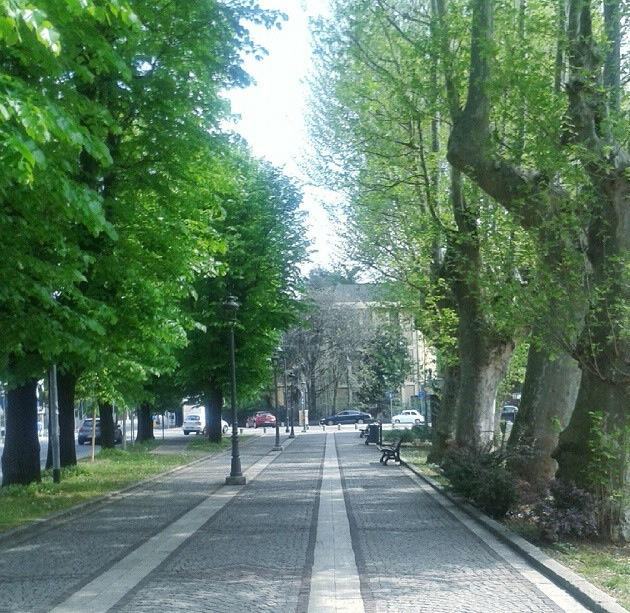
Viale Mazzini

Situato a nord-est della città, con una lunghezza di 1 km e mezzo, Viale Mazzini è il viale più lungo della città. Lungo il suo cammino si può incontrare la Villa Mazzotti e l'Ospedale Mellino Mellini. Alla fine del viale viaggiando verso il centro si raggiunge Piazza della Rocca.

### Il Ponte del Marengo
La costruzione del ponte del Marengo risale all'origine medioevale del castrum clarense, di fatto esso era una delle possibili vie per entrare nelle mura cittadine. Attualmente rappresenta il punto di passaggio tra il centro storico e la periferia della città ed è ancora sovrastante l'antico canale che circondava le mura difensive.

### Salone Marchettiano
Si trova all'interno del Palazzo Marchettiano costruito intorno al 1500 che conserva ancora tutt'oggi le sue forme e greche, nel piano terra ospita la biblioteca comunale. Il salone è tutt'oggi usato per riunioni comunali o eventi di rispettosa importanza.
Il palazzo fu il primo ospedale cittadino. Fondato da Mellino Mellini.

### Le quattro vie medioevali
L’impianto della città è palesemente medievale, a pianta circolare: oltre alla circonvallazione principale, esterna al nucleo centrale, ne esiste tuttora una interna, mentre una terza intermedia è sopravvissuta per circa 2/3, modificata in parte nel corso dei secoli. Vi sono poi 4 vie principali: Via Villatico, Cortezzano, Zeveto e Marengo sono un altro luogo d'interesse della città di Chiari. Queste quattro vie sono le più antiche della città, vennero costruite nel 1200 circa e fino ad oggi sono le vie più importanti e storiche del centro storico di Chiari. Ognuna di esse porta il nome del corrispettivo quartiere della città. In particolare il nome della via Zeveto pare sia nato dalla scritta in Veneto Xe veto, cioè è vietato, dovuto alla presenza di un arsenale; nome nel tempo trasformato ed adattato dal linguaggio locale. Al termine di via Cortezzano si trova una piccola piazza che non ha una sua toponomastica, ma che localmente è conosciuta come antica sede di un mercato riservato al pollame.

### La Rocca Viscontea

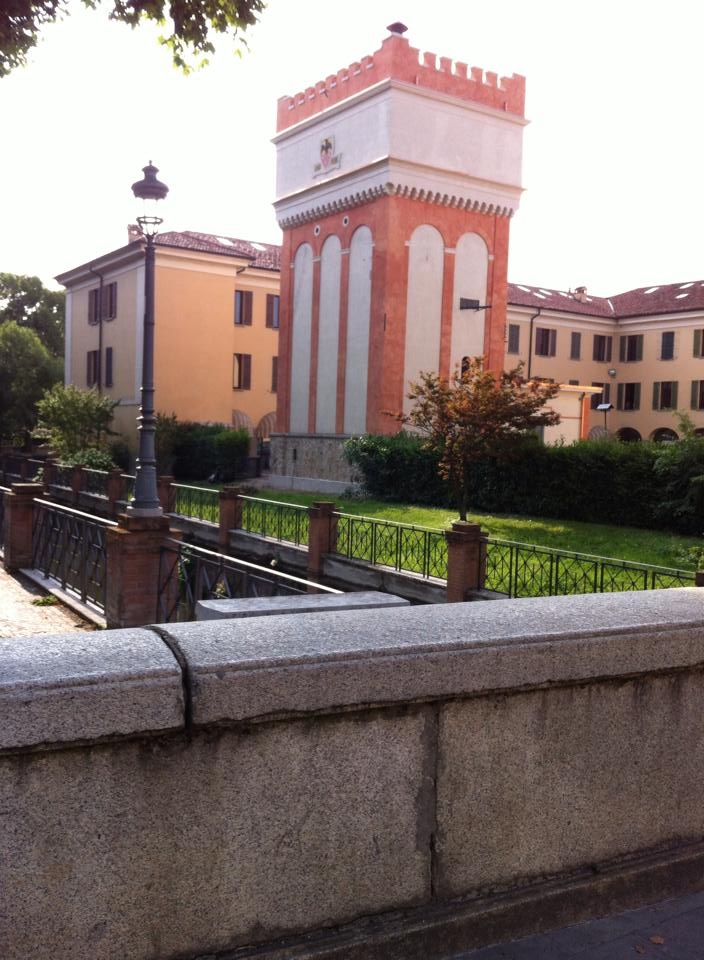
L'acquedotto con le fattezze dell'antica Rocca Viscontea

Dell'antica Rocca non v'è più traccia dopo che il Carmagnola l'abbatté a cannonate per conquistare Chiari. La torre dell'acquedotto alta circa 30 metri ha le fattezze di un'antica torre per simboleggiare l'antica Rocca in quella zona. Intorno alla Rocca si può vedere ancora l'antico fossato difensivo che circonda tutt'oggi il centro storico della città. Nei pressi della Rocca sorge l'omonima piazza, la seconda della città, in termini di dimensioni. Attualmente presso la rocca hanno sede un ufficio ASL, un istituto privato e il distaccamento dell'Università degli Studi di Brescia per la laurea in Infermieristica.

### Le principali piazze

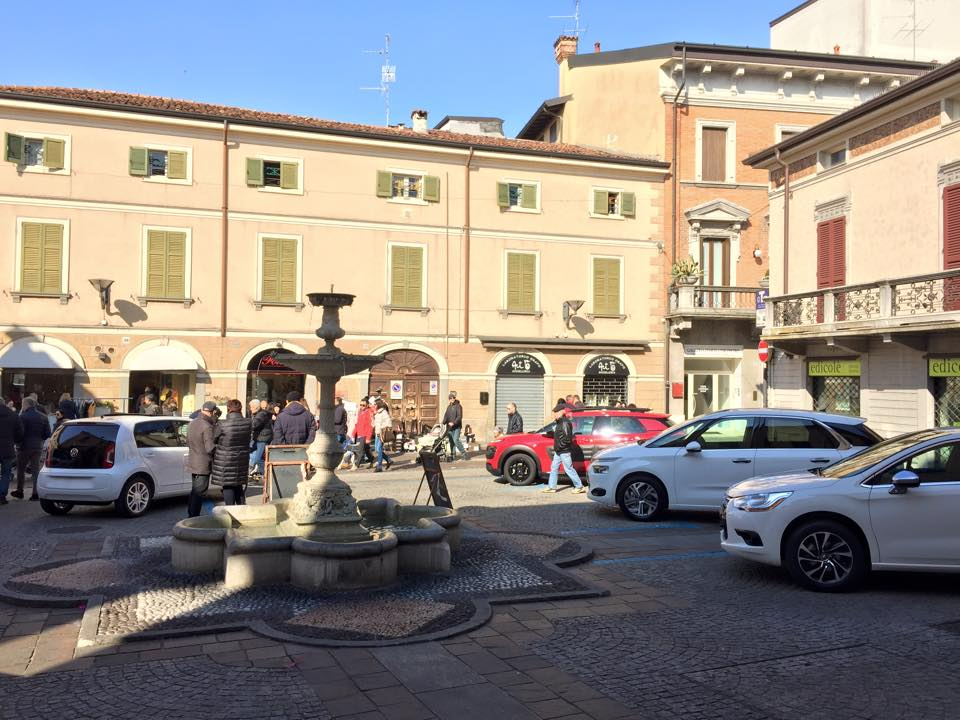
Piazza delle Erbe, centro storico

- Piazza Zanardelli è la piazza centrale della città, su cui si affacciano il Duomo e la torre civica.
- Piazza della Rocca è la seconda piazza per dimensione, al centro si può riconoscere il perimetro lungo il quale sorgeva l'antica Rocca.
- Piazza delle Erbe era l'antica piazza del mercato, al centro sorge una fontana in marmo bianco risalente al Seicento.
- Piazza del Granaio situata poco fuori dal centro storico, si trova nei pressi della stazione ferroviaria.
- Piazza San Rocco è una piazza di discrete dimensioni, situata davanti all'antica chiesa di San Rocco.

### Chiesa di San Sebastiano
Questa chiesa costruita lungo Via Tagliata risale al 1600, venne costruita perfettamente sopra ad uno dei tanti lazzaretti clarensi, il nome della chiesa è infatti attribuito proprio a San Sebastiano martire, venerato dalla chiesa cattolica ed ortodossa, protettore contro la Peste assieme a San Rocco. La chiesa oggi è concessa dalla Parrocchia ai fedeli di culto ortodosso cristiano (Chiesa ortodossa).

### Biblioteca Morcelliana
Fondata nel 1817 da Stefano Morcelli, ha la sua sede presso Palazzo della Pinacoteca. Custodisce preziosi incunaboli e manoscritti, tra cui l'unica copia degli statuti di Chiari del 1416 redatti sotto il Conte di Carmagnola, eseguita nel 1590 dal notaio Lodovico Zola. Arricchita da numerose donazioni oggi conta 40 000 volumi e 10 000 opuscoli situati in sette diverse stanze.

### Pinacoteca Repossi

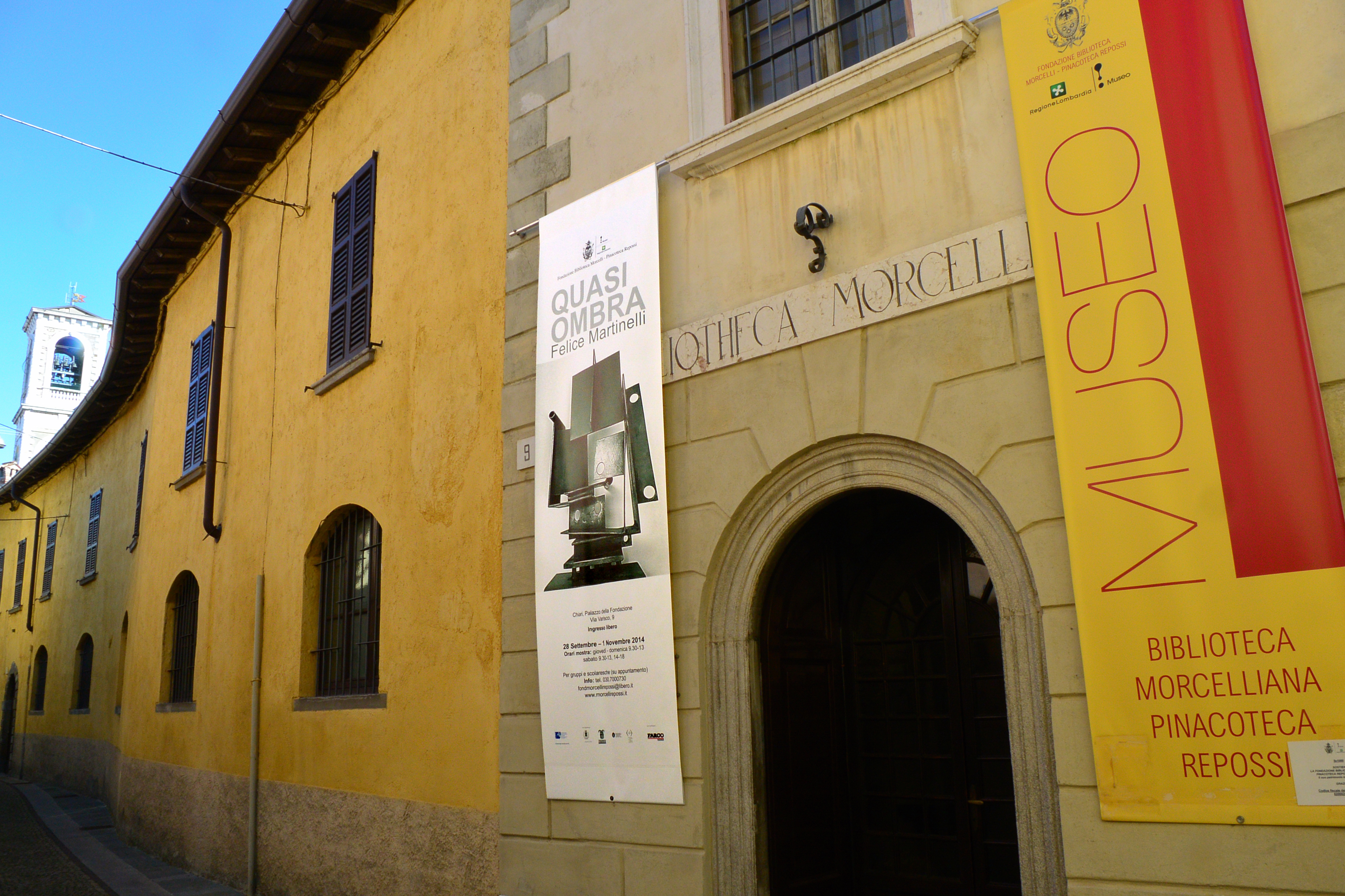
L'ingresso della Fondazione Morcelli - Repossi

Fondata nel 1854 da un avvocato clarense ospita un interessante dipinto raffigurante San Giacomo Maggiore Apostolo di Giuseppe Vermiglio e alcuni dipinti di Giuseppe Tortelli, Giuseppe Teosa, Giacomo Trecourt, Francesco Zuccarelli. Tra le sculture, i marmi Igea, Angelica e Medoro di Gaetano Monti, un busto femminile del clarense Antonio Ricci ed un bronzetto di Ernesto Bazzarro. Nella Galleria duemila stampe di famosi incisori italiani e stranieri.

### Madonna dei Casotti
Costruita sul luogo dove vi si trovava il lazzaretto durante il periodo di peste del 1600, vi furono sepolti i 5 000 morti della battaglia di Chiari del 1º settembre 1701. All'interno ci si può trovare la Madonna dei Tedeschi.

### Istituto salesiano San Bernardino
Costruito dal Comune della città ed inaugurato nel 1456 venne donato ai frati francescani. Tra il 1600 e 1700 venne ampliato diventando sede delle scuole dell'ordine. Soppresso in epoca napoleonica divenne collegio dei gesuiti, partiti questi, nel 1910 fu affidato ai benedettini di Marsiglia. Nel 1926 diventa collegio salesiano. Esso comprende una scuola elementare, una scuola media e due indirizzi di scuola secondaria di secondo grado: liceo scientifico e delle scienze umane.

### Santuario della Madonna del Caravaggio
Situato nella vasta periferia di Chiari, il santuario si trova a lato del cimitero cittadino. Venne eretto nel 1680, vi è collocata un'opera del clarense Giacomo Faustini, una venerata immagine della Madonna. Il campanile del santuario alto 35 metri è stato costruito nel 1694 su progetto di Andrea Uberti.

### Parchi pubblici

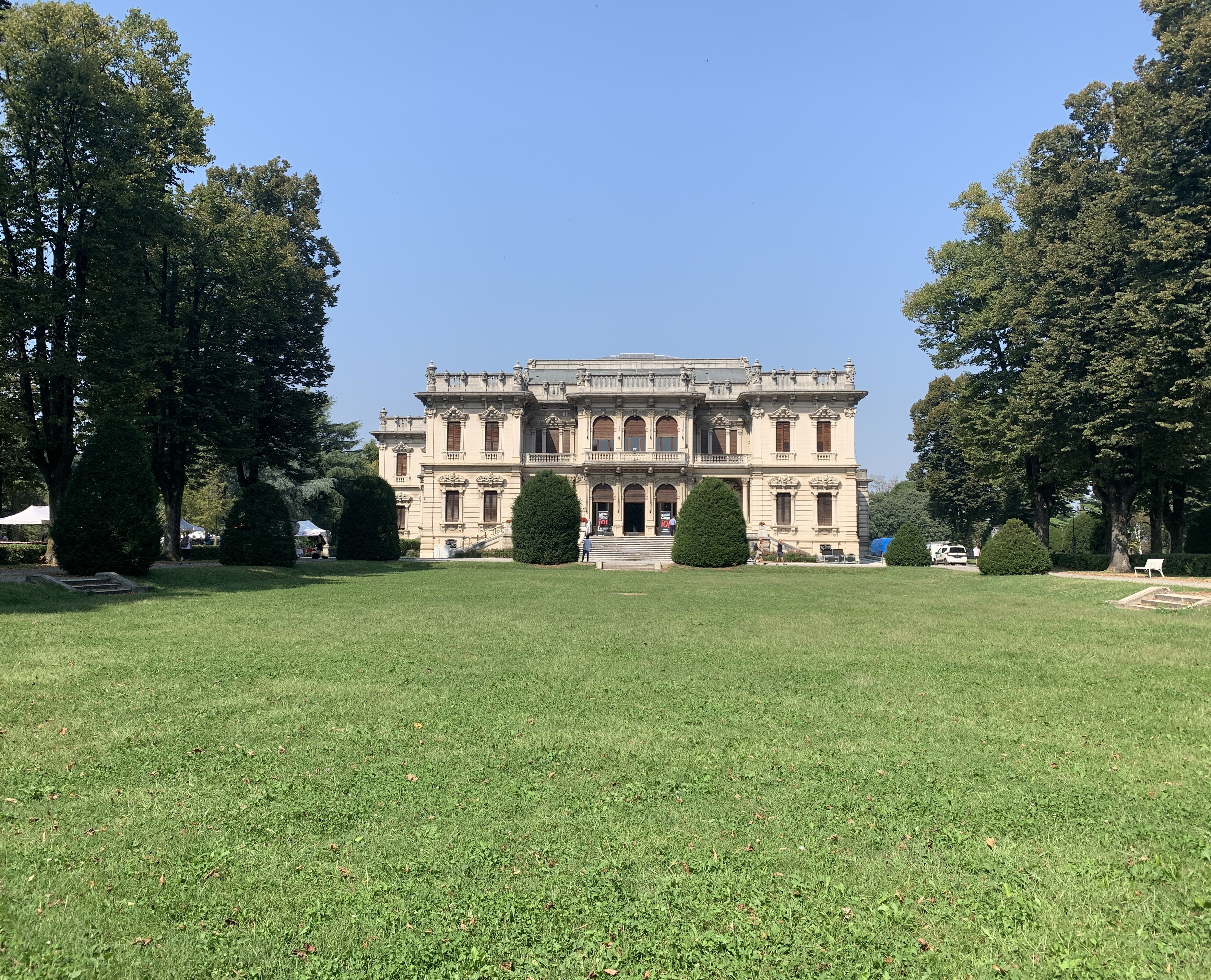
Parco della Villa Mazzotti

Alcuni dei parchi pubblici più noti della città:
- Parco della Villa Mazzotti, situato lungo viale Mazzini;
- Parco Einstein, situato nella zona sud della città;
- Parco delle Rogge, situato nella parte est della città;
- Parco delle Forze Armate, situato nella parte est della città.
- Parco delle Industrie, situato nella zona ovest della città.
- Parco Elettra, parco situato nella zona sud della città.

## Società

### Evoluzione demografica
Abitanti censiti

### Etnie e minoranze straniere
Al 1º gennaio 2024 la popolazione straniera residente era di 3.248 persone(escludendo stranieri con cittadinanza), pari al 16,8% della popolazione totale. Le nazionalità maggiormente rappresentate in base alla loro percentuale sul totale della popolazione straniera residente sono:
- Albania 43,4%
- Romania 15,7%
- Marocco 8,4%
- India 4,21%
- Kosovo 3,96%
- Tunisia 2,84%
- Moldavia 2,78%
- Filippine 2,31%
- Senegal 2,18%
- Cina 1.29%

### Lingue e dialetti
A Chiari viene parlato l'italiano ed una variante del dialetto bresciano che risente l’estrema vicinanza alla Provincia di Bergamo.

### Istituti, enti e associazioni
Chiari presenta nel territorio cittadino l'Ospedale Mellino Mellini, che si trova lungo il viale Mazzini. Sede principale della ASST Franciacorta (altri presidi a Rovato, Iseo, Palazzolo sull'Oglio, Orzinuovi). La struttura sanitaria è in funzione dal 1713.

## Cultura
Capitale italiana del libro 2020
Il 18 ottobre 2020 è stata la prima città in Italia ad essere nominata Capitale italiana del libro. 

### Istruzione

#### Biblioteca comunale

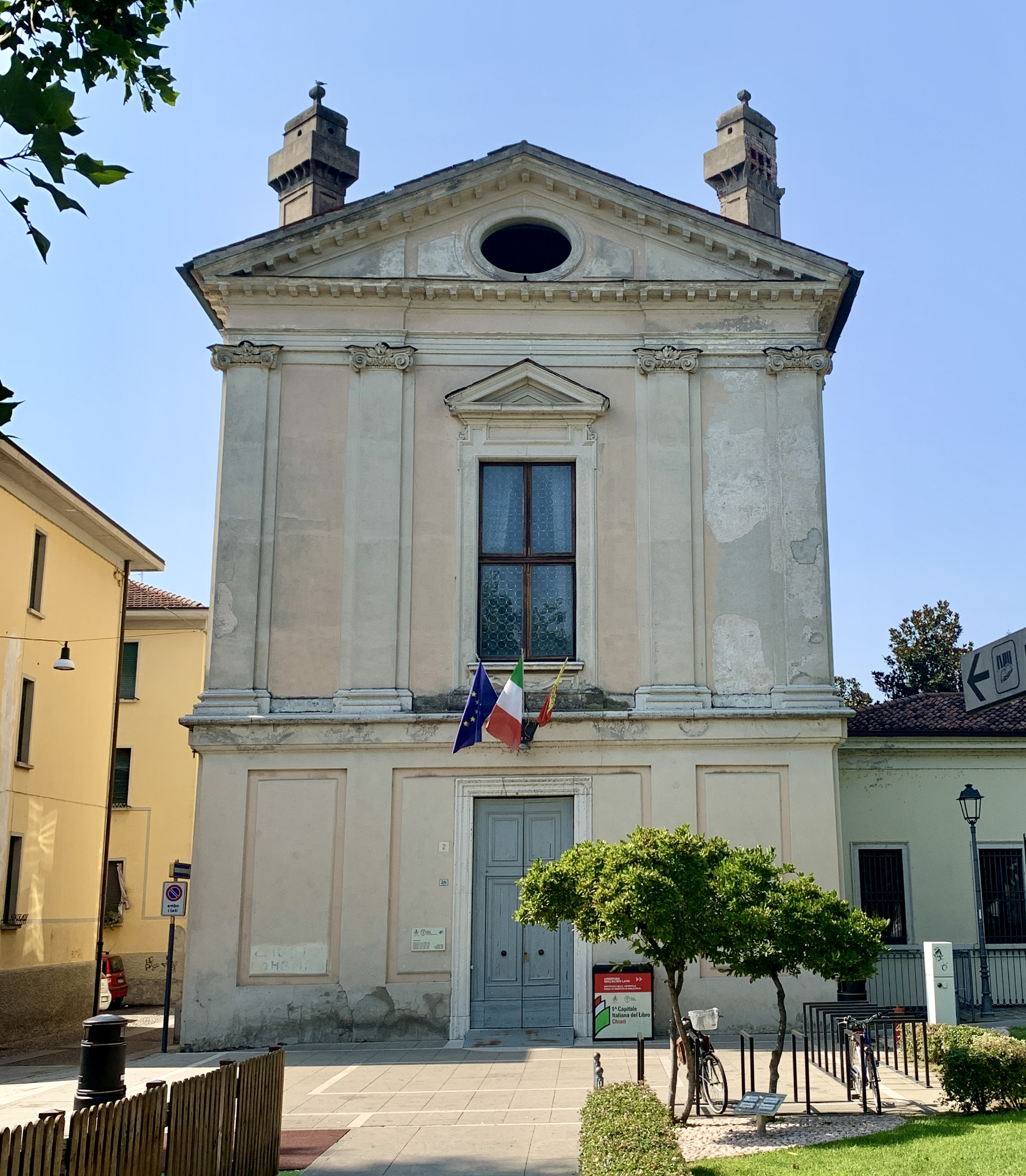
Edificio che ospita la biblioteca

La biblioteca comunale è intitolata a Fausto Sabeo, clarense che nel XVI secolo è stato bibliotecario alla Vaticana di Roma. Si trova lungo la circonvallazione, in viale Mellini, all'interno di un grande edificio nato come ospedale e che ospita al piano superiore il "Salone marchettiano".
La biblioteca è centro sistema del Sistema bibliotecario Sud ovest bresciano.

#### Scuole
A Chiari si contano 4 asili nido, 4 scuole materne, 5 scuole elementari, 3 scuole medie e 3 scuole superiori. È nato a Chiari il poeta e critico letterario Lento Goffi, insegnante in alcune di queste.

#### Università
A Chiari è attivo uno degli istituti dell'Università degli Studi di Brescia, l'istituto dell'Università di Infermieristica, che ha sede presso viale Mazzini nell'ospedale Mellino Mellini della Città.

#### Museo della città
Dopo molti progetti e discussioni il 15 febbraio 2011, in occasione della festa dei patroni, è stato inaugurato il museo della città di Chiari, in piazza Zanardelli, dove si possono visitare i ritrovamenti archeologici risalenti all'epoca medioevale, dei longobardi nell'area clarense, e che raccoglie le fonti storiche della città.  L'ingresso si trova al piano terra della precedente sede comunale, i cui piani superiori saranno sede dell'archivio storico.

### Musica
Nella Città sono istituiti numerosi insiemi musicali tra i quali si ricordano:
- La Banda Cittadina
- Coro Polifonico "Città di Chiari
- Piccola Accademia di Musica S. Bernardino
- Sbandieratori e Musicisti Zeveto
- Schola cantorum "S.Agape"
- La Suite Òrchestra Chiari
- Archichiari
- il Terrazzo Musicale

Nella città di Chiari c'è inoltre un'orchestra filarmonica di professionisti:
- l'Associazione no profit "Orchestra Filarmonica della Franciacorta",  collabora con artisti nazionali come Renato Zero in tre tournée; Francesco Renga, Elisa, Emma, Vittorio De Scalzi, Elio e le Storie Tese, Raf, Ron, Eros Ramazzotti, e molti altri. In televisione l'organico orchestrale si è esibito in trasmissioni come SuperBrain condotto da Paola Perego e nel 2019 e ha curato, gestito e diretto l'organico degli archi nella trasmissione Amici di Maria de Filippi, il serale 18ª edizione.

È nato a Chiari il musicista polistrumentista e produttore musicale Mauro Pagani

### Eventi

#### Palio delle Quadre
Il Palio delle Quadre di Chiari si svolge a settembre e dura una settimana.

#### Rassegna della Microeditoria
È una manifestazione dedicata alla microeditoria italiana e ospita ogni anno decine di micro e piccole case editrici provenienti da tutta la penisola
Anche grazie a questa manifestazione ormai decennale, Chiari è diventata la prima Capitale italiana del libro. Un titolo che il Consiglio dei ministri, su proposta del Mibact, ha conferito a Chiari nel 2020.

## Geografia antropica

### Urbanistica

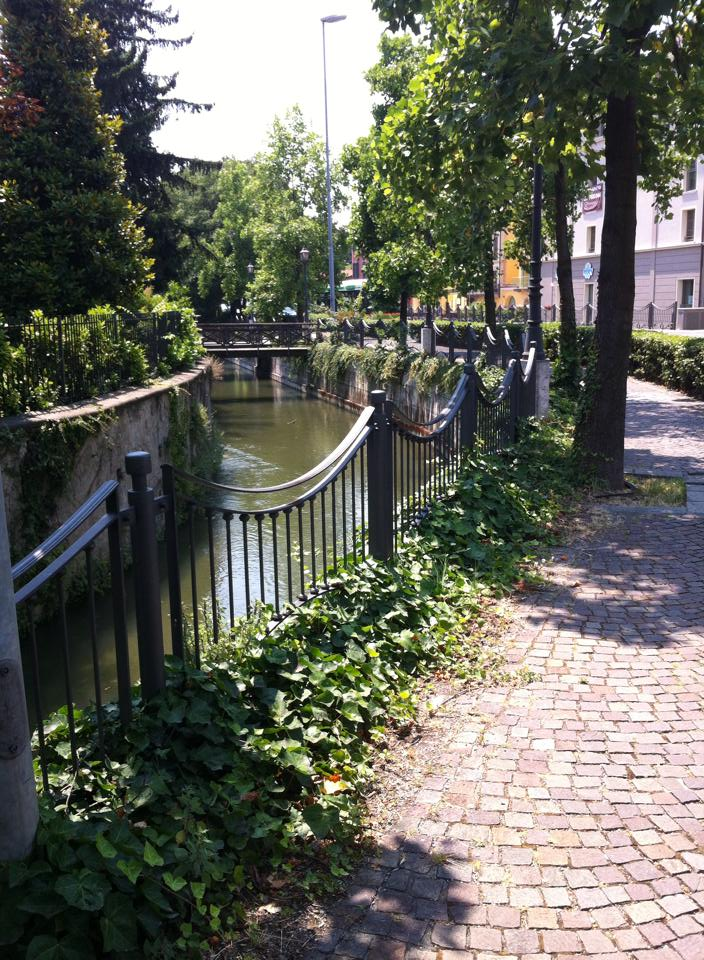
Tratto dell'antico fossato difensivo, visibile da Viale Teosa

La città di Chiari presenta un grande centro storico medioevale, con strade di piccole e medie dimensioni. Nella piazza principale sorge la grande torre civica e il Duomo dedicato ai Santi Patroni San Faustino e Giovita. Sempre nel centro si trova "La Rocca", l'unica parte rimasta delle antiche mure della città clarense. Il centro storico è circondato ancora oggi dall'antico fossato difensivo, ora ristrutturato e modificato. Dal centro storico in poi la città si modifica diventando moderna con grandi strade e lunghi viali.

#### Viali della circonvallazione esterna
Il centro storico della città si divide in circonvallazione interna e circonvallazione esterna, quest'ultima è circondata da cinque viali periferici.

### Suddivisioni storiche
La città si sviluppa nell'entità di quattro grandi e vasti quartieri: Marengo, Villatico, Zeveto e Cortezzano. Questi ultimi rappresentano una parte del territorio cittadino, ma nello stesso tempo anche un patrimonio comune e hanno un ruolo politico, sociale ed economico dei cittadini clarensi. Ogni quartiere ha la propria storia e origine medioevale. I quartieri si affrontano durante la settimana del palio, in cui si sfidano in una gara di corsa disputata nel centro storico cittadino.

### I quartieri
La città di Chiari si suddivide in quattro grandi quartieri:
- Marengo: Nel medioevo chiamata "Malarengo", era la zona dei capitali, dove sorgevano le banche della città. Il simbolo del quartiere è l'aquila clarense. Lo stemma di Marengo rappresenta un'aquila sovrastante tre torri.
- Villatico: Nel medioevo chiamata "Vilatico", era la zona in cui vi abitava il popolo. Il simbolo del quartiere è il biscione dei Visconti detto "la Bissa". Lo stemma di Villatico rappresenta l'antica fortezza clarense.
- Zeveto: Nel medioevo chiamata "Zevetho", era la zona dell'esercito e dell'arsenale della città. Il simbolo del quartiere è il leone alato di San Marco. Lo stemma di Zeveto rappresenta il tronco di un albero spoglio, simbolo dell'antico esercito di Chiari. Pare che il nome ' Zeveto' derivi dall'espressione dialettale veneta 'xeveto' cioè è vietato, espressione dovuta alla presenza di una polveriera militare.
- Cortezzano: Nel medioevo chiamata "Cürtesano", era la zona in cui vi abitava la corte e le famiglie più ricche della città. Il simbolo del quartiere è un elmo medioevale con la criniera blu-azzurra. Lo stemma di Cortezzano è uno scudo armato di criniera blu-azzurra.

#### Caratteristiche dei Quartieri
La caratteristica principale di ogni quadra dal giorno della loro origine è la dotazione di una chiesa urbana e campestre della città così ripartite:
- Per Marengo la chiesa urbana è quella della S.S.Trinità e quella campestre di San Bernardo, nella frazione omonima.
- Per Villatico la chiesa urbana è quella di San Rocco e quella campestre di San Pietro e Paolo.
- Per Zeveto la chiesa urbana è quella di San Genesio e quella campestre di San Protasio.
- Per Cortezzano la chiesa urbana è quella di San Giacomo e Filippo e quella campestre di San Giovanni.

Nella via principale di ogni quartiere (che porta il nome del rispettivo quartiere) vi è posto un mosaico che ne rappresenta lo stemma.

## Economia
Chiari è una città industrializzata con un'economia sviluppata in campo agricolo, industriale e commerciale.

### Agricoltura
Chiari intorno alla vasta periferia presenta una campagna di discrete dimensioni dalle quali derivano da sempre molti prodotti agricoli e animali. Di tutto rispetto ancora oggi l'attività agricola, con commercio rimarchevole, anche se inferiore rispetto al passato, di colture cerealicole e vivace il settore lattiero-caseario.

### Artigianato
Chiari già nel 1700 era rinomata per la produzione di seta, che grazie ad essa la porterà nel corso della storia ad essere uno dei centri più produttivi del bresciano.

### Industria
L'alba dell'industrializzazione di Chiari si colloca nel 1700 con la nascita dei suoi numerosi filatoi di seta che in poco tempo la portano ad essere uno dei più importanti centri industriali del bresciano. Una fabbrica degna di nota, oggi fallita e famosa nel mondo è stata la Polistil, nota per la produzione di modellini di auto e piste elettriche dove correvano modellini di auto da corsa. Al giorno d'oggi la città presenta numerosissime fabbriche, situate nella vasta periferia, che lavorano principalmente nel settore della metallurgia. Sicuramente degna di nota la Gnutti s.p.a. famosa in tutto il mondo per la produzione di trafilati in ottone. L'azienda possiede uno dei forni d'ottone più grandi d'Europa.

#### Zona PIP
La Zona PIP 1 è la più antica zona artigianale/industriale di Chiari, situata nella zona ovest del territorio comunale, a fianco della linea ferroviaria Milano-Venezia. Essa ospita numerose aziende, tra le quali la Gnutti s.p.a. Questa zona industriale è molto vasta e offre lavoro a molte persone soprattutto nel settore della metallurgia, in cui Chiari è molto nota.

### Servizi
La Città di Chiari risulta essere ben presente nel "settore terziario avanzato".

## Infrastrutture e trasporti

### Autostrade
L'autostrada A35 attraversa il territorio comunale a sud del centro abitato e lungo di essa sorge la barriera di Chiari-Est, il casello di Chiari-Ovest e due aree di servizio non ancora completate (Oglio Nord e Oglio Sud).

### Strade
Chiari è attraversata dalla strada statale 11 Padana Superiore, che passa vicino al centro storico cittadino e che collega Torino con Venezia. Chiari è circondata da un "anello" di tangenziali in quanto a nord-est si trova la tangenziale Chiari-Nord conosciuta come "Viale Mille-Miglia", per l'ovest la Tangenziale Chiari-Ovest conosciuta come "Viale Zanini" e infine la variante SS11 per la zona sud.

### Ferrovie e tranvie

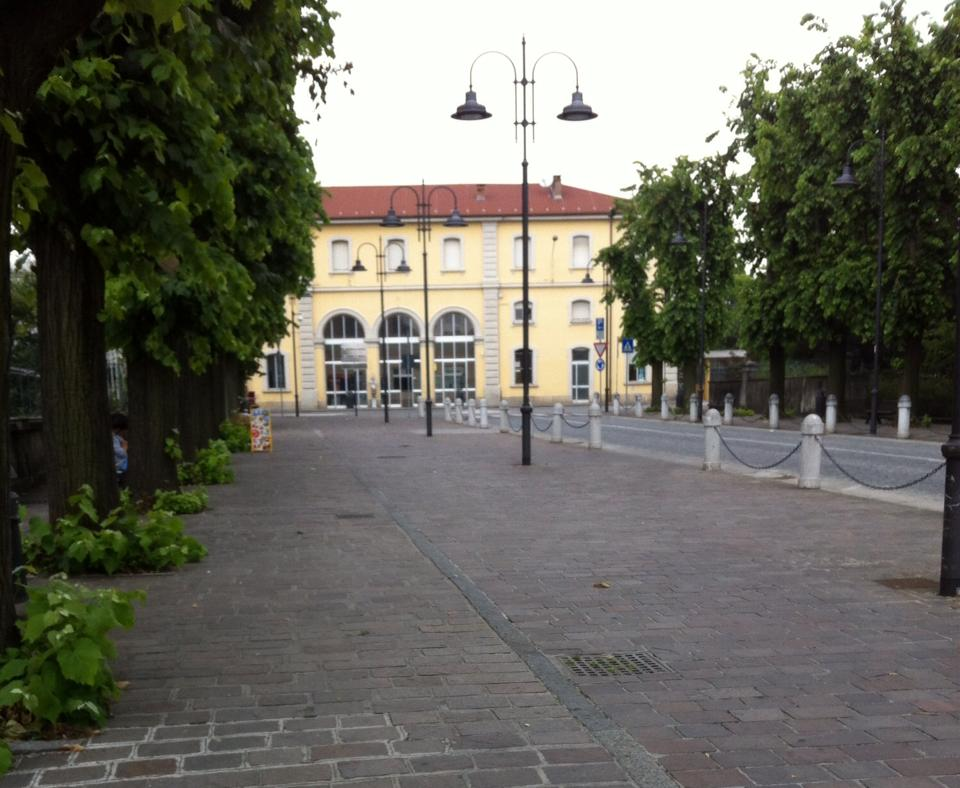
La Stazione di Chiari vista da Viale Marconi

Il territorio comunale è attraversato dalla linea ferroviaria Milano-Venezia lungo la quale sorge la stazione di Chiari, il cui piazzale è dotato di due binari. La stazione è attiva dal 1878 ed insieme a Rovato è la stazione di riferimento per l'ovest bresciano.
L'area di tale impianto funse inoltre, fra il 1898 e il 1915, da capolinea meridionale della Iseo-Rovato-Chiari.

### Mobilità urbana
La città è servita da alcune linee di bus che effettuano i collegamenti tra la stazione cittadina, i principali punti cittadini, le frazioni e le principali scuole del territorio.
Per favorire la mobilità urbana, il comune di Chiari agli inizi del XXI secolo ha costruito molti sottopassi per raggiungere la zona cittadina dalla parte opposta della ferrovia che taglia in due la città.

## Amministrazione
Di seguito la lista dei sindaci eletti dal Consiglio Comunale (1946-1995):
| Periodo | Periodo | Primo cittadino      | Partito | Carica  | Note |
| ------- | ------- | -------------------- | ------- | ------- | ---- |
| 1946    | 1970    | Pietro Cenini        | DC      | Sindaco |      |
| 1970    | 1973    | Vitale Renon         | DC      | Sindaco |      |
| 1973    | 1985    | Guglielmo Zanini     | DC      | Sindaco |      |
| 1985    | 1995    | Alberto Luigi Cenini | DC      | Sindaco |      |

Di seguito la lista dei sindaci eletti direttamente dai cittadini (dal 1995):
| Sindaco | Sindaco        | Sindaco           | Partito      | Coalizione     | Coalizione     | Mandato        | Mandato        | Elezione |
| Sindaco | Sindaco        | Sindaco           | Partito      | Coalizione     | Coalizione     | Inizio         | Fine           | Elezione |
| ------- | -------------- | ----------------- | ------------ | -------------- | -------------- | -------------- | -------------- | -------- |
| 1       |                | Mino Facchetti    | PDS DS       |                | PDS–PdD–Civica | 8 maggio 1995  | 28 giugno 1999 | 1995     |
| 1       |                | Mino Facchetti    | PDS DS       | DS–PPI–SDI     | 28 giugno 1999 | 28 giugno 2004 | 1999           |          |
| 2       |                | Sandro Mazzatorta | LN           |                | LN–FI–AN–UDC   | 28 giugno 2004 | 9 giugno 2009  | 2004     |
| 2       |                | Sandro Mazzatorta | LN           | LN–PdL         | 9 giugno 2009  | 10 giugno 2014 | 2009           |          |
| 3       |                | Massimo Vizzardi  | lista civica |                | PD–Civiche     | 10 giugno 2014 | 27 maggio 2019 | 2014     |
| 3       | 27 maggio 2019 | Massimo Vizzardi  | lista civica | 26 aprile 2023 | PD–Civiche     | 2019           |                |          |
| -       |                | Maurizio Libretti | PD           | 26 aprile 2023 | PD–Civiche     | 2019           | 24 giugno 2024 |          |
| 4       |                | Gabriele Zotti    | FdI          |                | FdI–Lega–FI    | 24 giugno 2024 | in carica      | 2024     |

### Gemellaggi
Chiari è gemellata con:
- Algemesí, dal 2014
- Valmadrera, dal 2009 (accordo d'amicizia)

## Sport

### Atletica Leggera
- Atletica Chiari 1964 Libertas

### Basket
- STS Basket CHIARI 1973-2013 40°di fondazione
- A.S.D. Samber 84

### Calcio
La città di Chiari rappresentata principalmente dalla squadra Tau Metalli Amatori Chiari, partecipanti al campionato UISP serie A (vinto nel 2024 per la 25ª volta) e Campioni Nazionali 2024 (ottavo titolo italiano).
Successivamente troviamo:
- A.C. Chiari, squadra storica della città, ha militato in serie C prima di fallire nell'anno del Centenario della propria fondazione (2012). Attualmente milita nel campionato di Prima Categoria;
- F.C. Chiari;
- A.S.D. Samber 84, polisportiva più numerosa di Chiari per numero di iscritti;
- Young Boys;
- Chiari Calcio a 7 - promossa in serie B (2013).

### Pallavolo
• Virtus Chiari
- G.S. Pallavolo Chiari
- A.S.D. Samber 84
- Pallavolo Centro Giovanile 2000

### Rugby
- Rugby Lions Chiari

Per molti anni Chiari è stata meta di una delle tappe del Giro d'Italia.

### Personaggi importanti
La città ha dato i natali a Anthea Comellini, astronauta in riserva della ESA